# Skeidshovden
Der Skeidshovden ist ein 2730 m hoher Berg im ostantarktischen Königin-Maud-Land. Er ragt am südwestlichen Ende des Wohlthatmassivs auf.
Entdeckt und anhand von Luftaufnahmen kartiert wurde er bei der Deutschen Antarktischen Expedition 1938/39 unter der Leitung des Polarforschers Alfred Ritscher. Norwegische Kartographen, die ihn auch benannten, kartierten ihn anhand von Luftaufnahmen und Vermessungen der Dritten Norwegischen Antarktisexpedition (1956–1960).